# نشانه‌ها (فیلم)
نشانه‌ها (انگلیسی: Signs) فیلمی علمی تخیلی و مهیج به کارگردانی ام. نایت شیامالان و نقش‌آفرینی مل گیبسون و واکین فینیکس است. نشانه‌ها یکی از پرفروش‌ترین فیلم‌های سال ۲۰۰۲ بوده که موفق شده ۲۲۸ میلیون دلار در ایالات متحدهٔ آمریکا و بیش از ۴۰۸ میلیون دلار در سایر نقاط جهان فروش داشته باشد، در حالی که برای ساخت آن ۷۲ میلیون دلار هزینه شده‌است.
محوریت داستان دربارهٔ پدیدهٔ حلقه‌های کشتزار و رویارویی با موجودات فرازمینی است.

## خلاصه داستان
داستان دربارهٔ خانواده‌ای‌ست که پدر خانواده، گراهام گس (با بازی مل گیبسون)، از راه کشاورزی مخارج را تأمین می‌کند.
گراهام تا قبل از مرگ همسرش در حادثهٔ رانندگی، کشیش هم بود، اما بعد از آن حادثه ایمان خود را از دست می‌دهد و لباس کشیشی را از تن درمی‌آورَد.
شش ماه از حادثه می‌گذرد و همه چیز آرام پیش می‌رود، تا اینکه اتفاقی مرموز در مزرعه می‌افتد؛ اَشکالی پیچیده و نامفهوم بر روی محصولات مزرعهٔ آن‌ها ظاهر می‌شوند و این ماجرا فکر همه را مشغول می‌کند. چند روز بعد، اَشکال مشابهی در نقاط دیگر زمین مشاهده می‌شوند….